# Cratere Skynd
Skynd è un cratere sulla superficie di Umbriel.